# Arremon franciscanus
Arremon franciscanus là một loài chim trong họ Emberizidae.